# San Gregorio nelle Alpi
San Gregorio nelle Alpi ist eine nordostitalienische Gemeinde (comune) mit 1562 Einwohnern (Stand 31. Dezember 2023) in der Provinz Belluno in Venetien. Die Gemeinde liegt etwa 14,5 Kilometer westsüdwestlich von Belluno im Valbelluna. Im Gemeindegebiet liegt der Monte Pizzocco. Teile von San Gregorio nelle Alpi befinden sich im Nationalpark Belluneser Dolomiten.

## Einzelnachweise

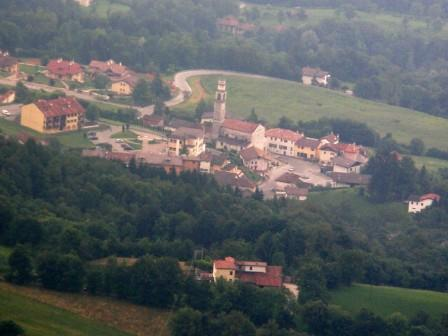
Blick auf San Gregorio nelle Alpi